# Thera subcomis
Thera subcomis är en fjärilsart som beskrevs av Inoue 1978. Thera subcomis ingår i släktet Thera och familjen mätare. Inga underarter finns listade i Catalogue of Life.